# تشراغ أبدال
تشراغ‌ أبدال هي قرية في مقاطعة شاهين دج، إيران. يقدر عدد سكانها بـ 28 نسمة بحسب إحصاء 2016.